# Jean Miot
Pour les articles homonymes, voir Miot.
Jean Miot, né le 30 juillet 1939 à Châteauroux et mort le 18 avril 2017 à Saint-Denis-de-Jouhet dans l'Indre,, est un journaliste et directeur de presse français.

## Biographie
Fils d'un professeur de musique et accordeur de pianos, il prend le virus de la presse à 16 ans à l’Éclair du Berry et à La République du Centre, puis devient localier à Centre Presse où il entre en 1964. Il ne quittera le Groupe Hersant Média que trente ans plus tard pour prendre la présidence de l'AFP. 

### Groupe Hersant
Journaliste à France - Antilles entre 1968 et 1970, il devient rédacteur en chef en 1970, puis codirecteur et directeur politique du Havre-Presse en 1970. Il revient à France Antilles comme directeur-gérant de 1974 à 1976, puis devient rédacteur en chef à Paris-Normandie en 1976. Appelé à la direction du groupe Hersant l'année suivante, il est chargé des élections législatives de 1978 au Figaro, puis est nommé directeur-gérant du Berry républicain.
En 1978 toujours, Robert Hersant lui confie la tâche de restructurer des rédactions de Nord Matin et Nord Éclair racheté trois années auparavant, et retrouve la direction du groupe de presse en 1979 et est nommé chargé de mission et chroniqueur de politique intérieure à L’Aurore en 1979 et 1980. Membre du directoire et directeur délégué du Figaro de 1980 à 1993, il est nommé président du conseil de surveillance à partir de 1993. Il siège également au conseil d'administration de la Socpresse à partir de 1990.
Homme de réseaux, aussi bien médiatiques que politiques, franc-maçon, il collectionne les titres. Vice-président de l’association presse-enseignement entre 1987 et 2000, président des messageries Transports-presse entre 1987 et 1996, et de l'Office de justification de la diffusion (OJD), du Syndicat de la presse parisienne de 1986 à 1996, il devient président de la Fédération nationale de la presse française (FNPF) en 1993. Il a également été vice-président du Conseil supérieur des messageries de presse de 1987 à 1996 et du bureau exécutif du Press Club de France en 1992.
En 1986, il est candidat aux élections législatives dans le Vaucluse avec le soutien du Rassemblement pour la République et de l'Union pour la démocratie française. Il est ensuite délégué fédéral de l'UDF dans le département.

### Agence France-Presse
En février 1996, il quitte le Groupe Hersant pour être élu à la tête de l'AFP face au sortant Lionel Fleury.
Grâce au contexte de croissance économique en France, à un renforcement en Amérique du Sud et à l'acquisition de l'agence de sport allemande SID, il accroit le chiffre d'affaires de l'Agence France-Presse. Il engage l'agence dans Internet. Certains lui reprochent un manque de projet de développement et de stratégie commerciale, d'autres l'échec d'une diversification, et d'autres encore un excès de dépenses, tendance qui sera aggravée par son successeur Éric Giuly. En 1999, le non-renouvellement de son mandat laisse un fauteuil vacant plusieurs semaines. 

### Humour, gastronomie et Conseil économique et social
En 2000, il tient une chronique gastronomique dans le Figaro. 
Chroniqueur art de vivre, tourisme, gastronomie à Valeurs Actuelles à partir de 2006, il préside le Prix de l'humour politique à partir de 2003. Il a été membre du Conseil économique et social entre 1994 et 1999.
Il décède le 18 avril 2017 à l'âge de 77 ans, à la suite d'un arrêt cardiaque.

## Honneurs
- Chevalier de la Légion d’honneur
- Chevalier du Mérite agricole
- Commandeur de l'ordre national du Lion du Sénégal
- Membre et grand maître de la confrérie des Compagnons de Gutenberg

## Ouvrages
- Rapport au Conseil économique et social sur l’avenir de l’industrie de la presse, 1999.
- La Passion de la presse, éditions du Rocher, 2008

## Source
- Anne Fulda, « Jean Miot, le dernier baron de la presse », Le Figaro, 25 novembre 2008